# Fisklösarna

Fisklösarna är två varandra näraliggande sjöar i Solleröns socken, Mora kommun i Dalarna:
- Fisklösarna (Solleröns socken, Dalarna, 673751-142561), sjö i Mora kommun, 60°45′01″N 14°26′14″Ö / 60.7503°N 14.4372°Ö (17,2 ha)
- Fisklösarna (Solleröns socken, Dalarna, 673752-142599), sjö i Mora kommun, 60°44′49″N 14°26′43″Ö / 60.747°N 14.4452°Ö (8,36 ha)